# Federação Goiana de Futebol
A Federação Goiana de Futebol (acrônimo: FGF) é uma entidade futebolística responsável por organizar e representar o futebol goiano na Confederação Brasileira de Futebol (CBF).
Há notícias do futebol em Goiás desde 1907, com as primeiras partidas sendo organizadas por estudantes do Lyceu de Goyaz, influenciados por outros vindos de outras cidades. Com o crescimento deste esporte na região, viu-se necessidade de criar uma entidade para regulamentar o futebol goiano. Após duas tentativas fracassadas, em 1° de novembro de 1939, foi fundada a "Associação Goiana de Esportes" (atual FGF) que filiou-se à CBF em 1941 e organiza o Campeonato Goiano da modalidade desde 1944, profissionalizado em 1962.

## História
Com o crescimento do esporte em Goiás, percebeu-se que era necessário criar uma entidade para regulamentar o futebol no estado. Então em 19 de junho de 1939 no Edifício de Economia e Finanças houve a realização da reunião preparatória para a fundação da Liga de Esportes do Estado de Goiás (também chamada Liga Goiana de Esportes). Nesse mesmo local, João Teixeira Júnior foi aclamado presidente da nova entidade.
Em 1 de novembro de 1939 a Liga é extinta e é criada a Associação Goiana de Esportes (atual FGF) com João Teixeira Alvares Júnior como primeiro presidente. A FGF teve como membros fundadores: Atlético-GO, Campinas EC, Goiânia e Pires do Rio. Além de organizar torneios estaduais, também representa os clubes do Estado e em jogos de seleções estaduais disputa como "Seleção Goiana".